# Alejandro Briant
Alexander Briant, S.J. (Somerset, 1556 - Londres, 1 de diciembre de 1581) fue un sacerdote diocesano jesuita y ex  anglicano inglés. Fue ejecutado con acusaciones falsas de estar involucrado en un complot contra la reina Isabel I, por lo que es considerado como uno de los Cuarenta mártires de Inglaterra y Gales.
Es venerado como santo y mártir de la Iglesia Católica, y su fiesta litúrgica se celebra el 1 de diciembre.

## Biografía
Alexander Briant nació en Somerset, Inglaterra, en 1556, en el seno de una familia protestante de la región. Es comúnmente descrito como un atractivo joven que profesaba el anglicanismo, e ingresó a Hart Hall y el Balliol College de la Universidad de Oxford.

### Conversión
En 1577, Briant se convirtió al catolicismo, e ingresó posteriormente en el Colegio Inglés de los jesuitas de Douai (Países Bajos) y volvió a Inglaterra, trabajando algún tiempo en Somerset.

### Martirio
Fue arrestado en Londres en marzo de 1581, encerrado en la prisión de Counter (Wood Street) y después en la Torre de Londres. Lo torturaron con agujas afiladas bajo las uñas, en el potro, entre otras torturas. En prisión hizo voto de ingresar a la Compañía de Jesús. 
Juzgado en Westminster Hall (Londres) por alta traición, se le acusó falsamente de haber tramado asesinar a la reina Isabel I. Se le afeitó el cabello de modo que aparentara ser jesuita. Fue condenado a muerte y ejecutado mediante ahorcado, arrastrado y descuartizado junto con Edmundo Campion y  Ralph Sherwin. Pese de no haber sido ordenado como jesuita se le considera dentro de su grupo de santos.

## Proceso de beatificación y canonización
Beatificado junto con Edmund Campion y Ralph Sherwin en 1886.
Canonizado por Pablo VI el 25 de octubre de 1970.